# 경구 투여

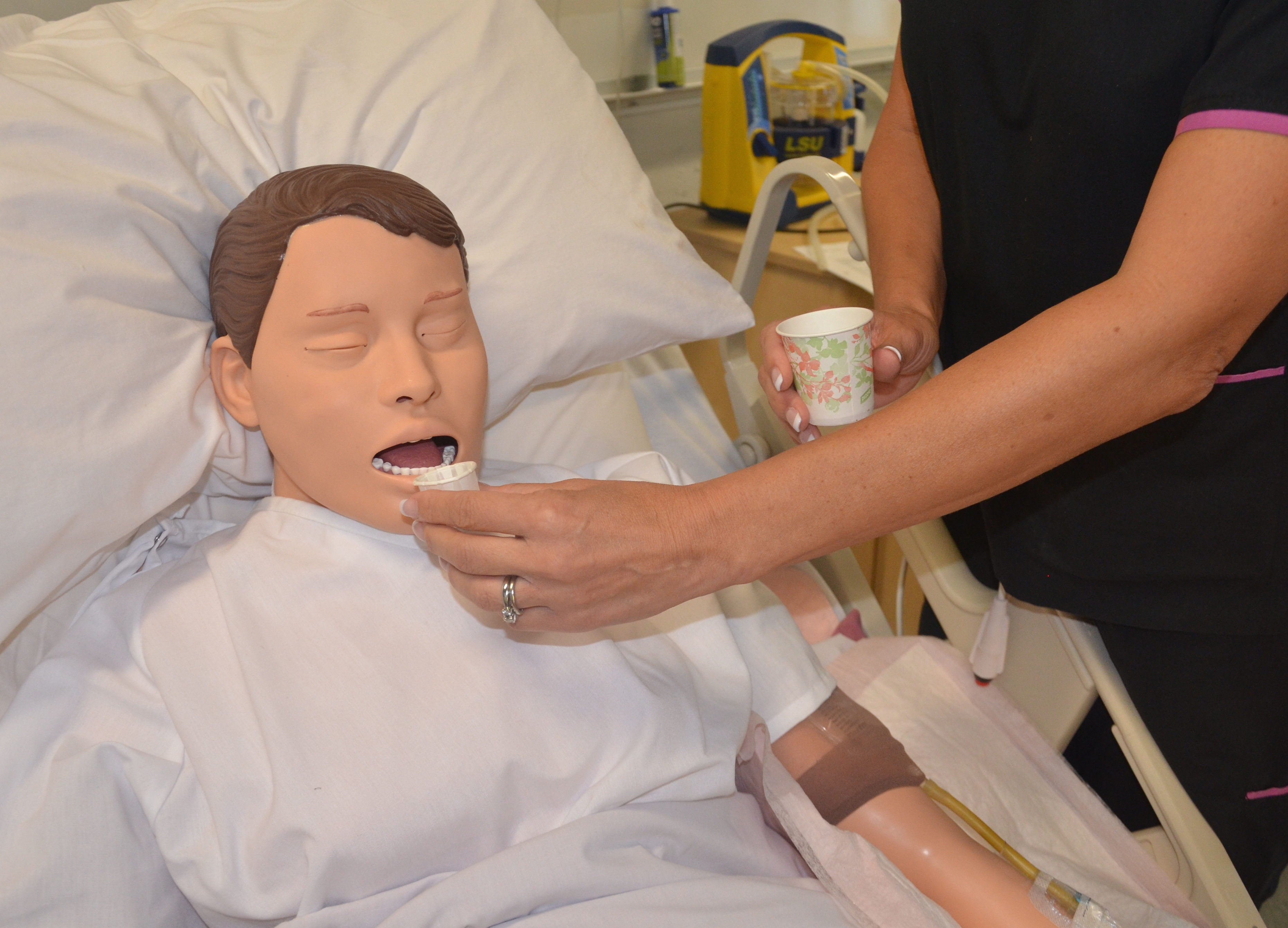
더미 인형에 경구 투여 시행법을 보여주는 사진

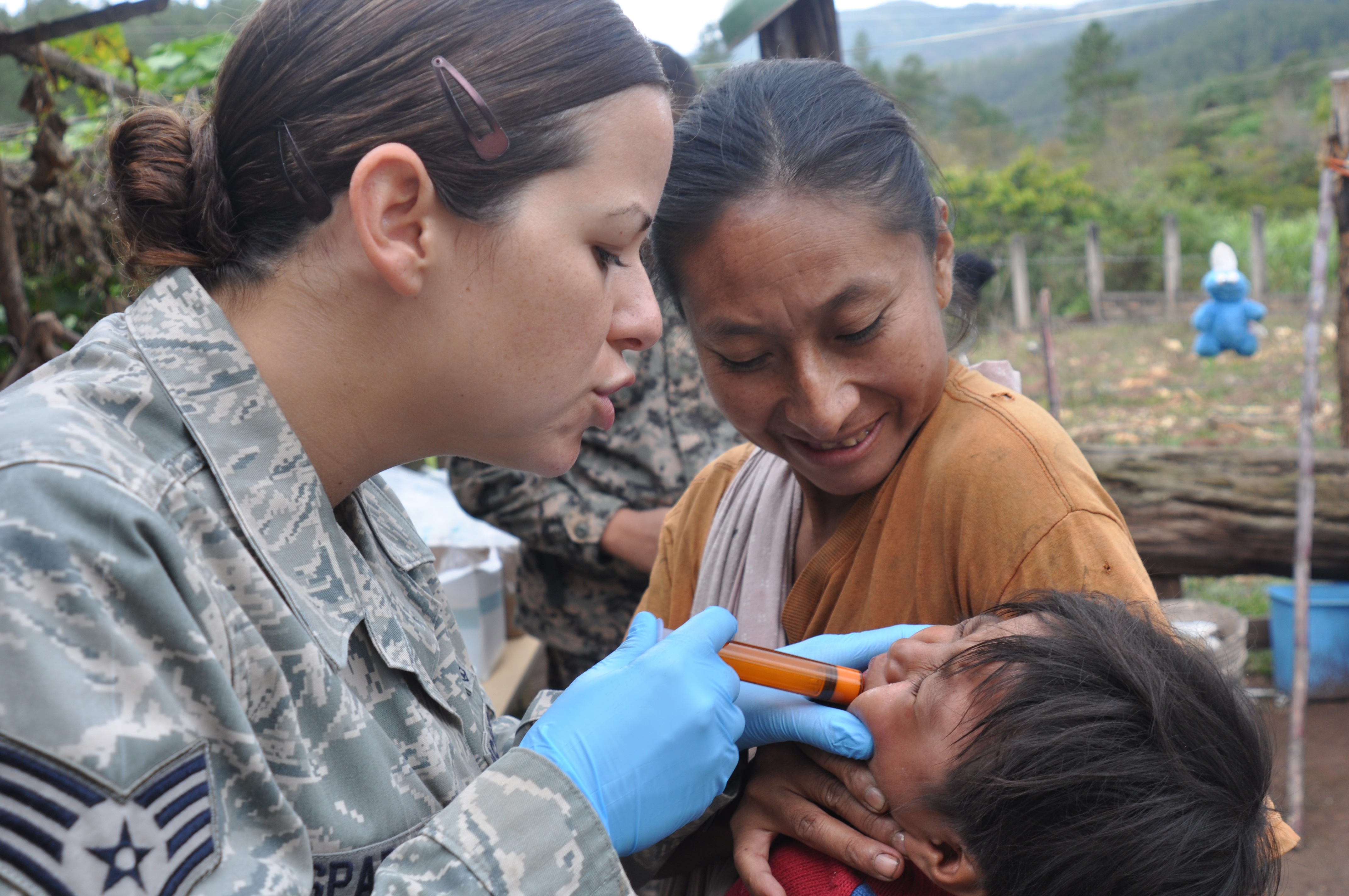
액체의 경구 투여

경구 투여(oral administration)는 입을 통해 물질이 들어오는 투여 경로이다. 약물을 경구 투여하는 것을 두고 Per os를 줄여 P.O.로 쓰기도 한다. 많은 약물은 전신 효과를 일으키기 위해 경구로 투여되어, 혈액 등을 통해 몸의 서로 다른 부분들로 운반된다.
물을 함께 마시면 알약을 더 쉽게 삼킬 수 있다. 복용하는 물질의 맛이 먹기 힘들다면 다른 맛을 첨가하여 복용을 쉽게 할 수 있다. 사람의 치아에 유해한 물질이라면 빨대 등으로 섭취하는 것이 선호된다.

## 같이 보기
- 처방전